# Рамеш Кришнан
Рамеш Кришнан (на тамилски: ரமேஷ் கிருஷ்ணன்) е професионален тенисист от Индия.

## Биография
Рамеш Кришнан е роден на 5 юни 1961 г. в Мадрас, Индия, син е на Раманатан Кришнан, който достига два пъти до полуфинал на Уимбълдън през 60-те години на XX век. Рамеш подражава на постижението на баща си, като печели титлата за юноши на Уимбълдън през 1979 г. Той печели и титлата на Откритото първенство на Франция за юноши през същата година и е класиран като играч номер 1 в света за юноши.

## Кариера
Рамеш Кришнан е ключов член на индийския отбор за Купа Дейвис, който достига финал през 1987 г.
На Летните олимпийски игри в Барселона през 1992 г. Рамеш достига до четвъртфинал на двойки мъже в партньорство с Леандер Паеш.
Рамеш Кришнан се оттегля от професионалния тур през 1993 г. По време на кариерата си той печели осем титли на сингъл и една титла на двойки. Неговото най-високо класиране на сингъл е номер 23 в света, през януари 1985 г.
През 1998 г. Рамеш Кришнан е награден с Падма Шри от правителството на Индия като признание за постиженията и приноса му към индийския тенис.
Рамеш Кришнан става капитан на отбора на Индия за Купа Дейвис през януари 2007 г.

### ATP финали на сингъл (8 титли; 12 финала)
|        | П–З | Година | Турнир          | Клас           | Настилка  | Опонент          | Резултат                |
| ------ | --- | ------ | --------------- | -------------- | --------- | ---------------- | ----------------------- |
| Победа | 1–0 | 1981   | Манила Гран При | Гран При       | Килим (з) | Иван Дюпаске     | 6–4, 6–4                |
| Победа | 2–0 | 1982   | Щутгарт Оупън   | Гран При       | Клей      | Сенди Майер      | 5–7, 6–3, 6–3, 7–6(8–6) |
| Победа | 3–0 | 1984   | Лориен Оупън    | Гран При       | Килим (з) | Ян Гунарсон      | 6–3, 6–3                |
| Загуба | 3–1 | 1985   | Кьолн Гран При  | Гран При       | Килим (з) | Петер Лундгрен   | 3–6, 2–6                |
| Победа | 4–1 | 1986   | Япония Оупън    | Гран При       | Твърда    | Йохан Карлсон    | 6–3, 6–1                |
| Победа | 5–1 | 1986   | Хонконг Оупън   | Гран При       | Твърда    | Андрес Гомес     | 7–6, 6–0, 7–5           |
| Победа | 6–1 | 1988   | BP шампионат    | Гран При       | Твърда    | Андрей Чесноков  | 6–7(7–9), 6–0, 6–4, 6–3 |
| Загуба | 6–2 | 1988   | Окланд Оупън    | Гран При       | Твърда    | Амос Мансдорф    | 3–6, 4–6                |
| Загуба | 6–3 | 1988   | Бристол Оупън   | Гран При       | Трева     | Кристиан Саниану | 4–6, 6–2, 2–6           |
| Загуба | 6–4 | 1988   | Рай Брук Оупън  | Гран При       | Твърда    | Милан Срейбер    | 2–6, 6–7(4–7)           |
| Победа | 7–4 | 1989   | Окланд Оупън    | Гран При       | Твърда    | Амос Мансдорф    | 6–4, 6–0                |
| Победа | 8–4 | 1990   | ОТБ Оупън       | Световни серии | Твърда    | Кели Евърдън     | 6–1, 6–1                |